# Moranilidae
Die Moranilidae bilden eine Hautflüglerfamilie innerhalb der Überfamilie der Erzwespen (Chalcidoidea).
Das Taxon geht auf den tschechischen Entomologen Zdeněk Bouček zurück, der im Jahr 1988 die Tribus Moranilini innerhalb der Eunotinae einführte. Die Typusgattung ist Moranila Cameron, 1883. Burks et al. führten 2022 aufgrund molekularbiologischer und morphologischer Studien eine Aufspaltung und Umgliederung der Pteromalidae durch. Im Rahmen dieser Revision wurde die Tribus aus den Pteromalidae ausgegliedert und in den Rang einer eigenständigen Familie erhoben. Weiterhin wurde die Tribus Tomocerodini zu einer Unterfamilie erhoben und aufgrund morphologischer Eigenschaften den Moranilidae zugeschlagen. Die ursprünglich der Tribus Moranilini zugehörigen Gattungen wurden in der Unterfamilie Moranilinae zusammengefasst.

## Merkmale
Burks et al. (2022) beschreiben die Familie Moranilidae anhand folgender morphologischer Eigenschaften: Die Fühler besitzen 8 Geißelglieder. Die Keulen (Clava) sind ungeteilt oder sie sind unvollständig geteilt. Der Clypeus weist eine quer gerichtete subapikale Furche auf. Das Labrum ist exponiert, gut sklerotisiert und annähernd rechteckig sowie mit Randborsten, die in einer Reihe stehen. Die Mandibeln besitzen 3 Zähne. Die subforaminale Brücke ist mit Postgena getrennt von der unteren Tentoriumsbrücke. Das Mesoscutellum ist mit einem zumindest seitlich angedeuteten Frenum sowie mit einer axillularen Furche. Der mesopleurale Bereich ist ohne ein erweitertes Acropleuron. Er weist jedoch Gruben auf. Das Mesepimeron reicht nicht über den Vorderrand des Metapleurons. Es sind zwei mesofurkale Gruben vorhanden. Alle Beine besitzen 5 Tarsenglieder. Der protibiale Sporn ist kräftig und gebogen. Der basitarsale Kamm ist schräg. Das Metasoma weist ein Syntergum auf und ist daher ohne Epipygium (Subgenitalplatte).

## Verbreitung
Viele Moranilidae haben eine australasiatische Verbreitung, Es gibt jedoch auch Arten, die nahezu weltweit verbreitet sind. Das Vorkommen der Tomocerodinae liegt in der Nearktis und Neotropis.

## Lebensweise
Die meisten Vertreter der Moranilidae sind bekannt als Parasitoide oder Eiprädatoren von Schildläusen.

## Innere Systematik
Nach Burks et al. (2022) sind die Moranilidae in folgende Unterfamilien gegliedert:
- Moranilinae
- Tomocerodinae – 1 Art (Tomocerodes americanus)